# آفتاب‌نشینها
آفتاب‌نشین‌ها فیلمی به کارگردانی مهدی صباغ‌زاده است. این فیلم محصول کشور ایران و تولید سال ۱۳۶۰ است. این فیلم در اولین دوره جشنواره فیلم فجر به نمایش در آمد.

## خلاصه داستان
عماد الملک صدری، فئودال متنفذ، زمین‌های روستاییان را به زور تصاحب می‌کند. کشاورزی به نام سید حسینی‌نژاد از دست فئودال به مقام‌های مسئول شکایت می‌برد، اما هر بار تحقیر و حبس می‌شود. کشاورز در نزاعی عمادالملک را به قتل می‌رساند و به توصیه نبی پور شوهرخواهرش در خانه ، معلم روستا، پنهان می‌شود. پسر صدری، که وزیر کشاورزی است، همراه گروهی وارد روستا می‌شود تا ماجرا را پیگیری کند. روستاییان معترض آن‌ها می‌شوند و با دخالت ژاندارم‌ها چند روستایی دستگیر می‌شوند. یکی از آن‌ها پس از این که مورد ضرب‌وجرح قرار می‌گیرد محل اختفای حسینی‌نژاد را اطلاع می‌دهد. مأموران به خانه نبی‌پور یوروش می‌برند و سید را که قصد فرار دارد، از پا درمی‌آورند و برای فیصله دادن به غائله 
، معلم و دو تن از نزدیکان حسینی‌نژاد را دستگیر و روانهٔ پایتخت می‌کنند.